# وی ۲: سفر به چین
وی ۲: سفر به چین (به انگلیسی: Viy 2: Journey to China) عنوان یک فیلم ماجراجویی فانتزی محصول مشترک روسیه و چین میباشد. این فیلم ادامه فیلم : وی (فیلم ۲۰۱۴) است، که به ماجراجویی تازه نیکلای گوگول پرداخته‌ شده است.

## داستان فیلم
داستان این فیلم در قرن هجدهم قرار دارد که ادامه ماجراجویی‌های تازهٔ جانثان گرین است، زیرا او یک سفر علمی و فوق‌العاده ای را انجام می‌دهد که او را از انگلستان به چین هدایت می‌کند.

## بازیگران
- جیسون فلمنگ در نقش جاناتان گرین
- چارلز دانس در نقش لرد دادلی
- روتخر هاور
- جکی چان
- آرنولد شوارتزنگر در نقش جیمز هوک
- مارتین کلبا
- کریستوفر فیربانک
- ایگور جی جی کین
- آنا چورینا
- یوری کولاکولنیکوف

## تولید
در ۵ آوریل، ۲۰۱۵ یک کنفرانس مطبوعاتی در مسکو با تولیدکنندگان آلکسی پتروخین و سرگی سلیانوف، بازیگران جیسون فلمینگ، رتور هور و آنا یو برگزار شد. در طی این کنفرانس تأیید شد که فیلمبرداری وی ۲: سفر به چین آغاز شده‌است. همچنین مشخص شد که جکی چان در تولید این فیلم همکاری می‌کند.
در تلاش برای درخواست پیشنهاد بین بازیگران، شخصیت اصلی فیلم نشان داده شده‌است. این پیشنهاد به بازیگرانی مثل جکی چان , جیسون استاتهم و، استیون سیگال داده شد. در نوامبر سال ۲۰۱۶ از همکاری جکی چان و آرنولد شوارتزنگر تأیید شد.

## جوایز و نامزدی ها
۲۰۱۸- نامزد جایزه بهترین تریلر برای بهترین تیزر خارجی اداره(( آر اف جی))
۲۰۲۱- نامزد جایزه ((زاری)) برای بدترین بازیگر نقش مکمل (آرنولد شوآرتزینگر)